# Макарони са сиром
Макарони са сиром (енгл. Macaroni and cheese), познато и као мак енд чиз (енгл. Mac and cheese), јело је које се састоји од макарона и сира, најчешће чедар сира.
Порекло макарони са сиром сеже до средњовековне Енглеске. Традиционални макарони и сир се стављају у тепсију и пеку у рерни. Међутим, може се припремити у тигању шпорету или користећи готову мешавину. Описана је као „комфортна храна”.